# Microkératome
Un microkératome est un outil chirurgical utilisé notamment en chirurgie réfractive de l'œil. Dans le cadre d'une intervention lasik, son utilisation permet au laser Excimer la découpe d'une fine lamelle, appelée capot, dans l'épaisseur de la cornée du patient.

## Principe de fonctionnement
Concrètement, un premier dispositif appelé anneau de succion est placé par le chirurgien sur l'œil du patient. Par un phénomène de succion provoqué à la surface de l'œil, le dispositif est alors temporairement solidaire de l'œil. Le chirurgien dispose ensuite sur cet anneau (qui assure alors une fonction de guide) l'équipement qui réalise la découpe.
La cornée, dont l'épaisseur est en moyenne de 500 micromètres, est alors sectionnée sous la forme d'un capot : la découpe est partielle afin de conserver une charnière.
À la suite de cette découpe, le chirurgien soulève le capot afin de réaliser le traitement, puis le repositionne en fin d'intervention (opération facilitée par la réalisation de la charnière).
Cet équipement est en concurrence avec un équipement laser récent, le laser femtoseconde, ou FS, qui permet de réaliser une découpe non mécanique, offrant une meilleure sécurité théorique, notamment vis-à-vis du respect des caractéristiques de découpe souhaitée, et réduisant également les facteurs de risque infectieux.